# Witching Metal
Albums de Sodom
Victims of Death
(1984)
Witching Metal est la première démo du groupe de thrash metal allemand Sodom. Les chansons de cet album (ainsi que celles de Victims of Death) apparaissent dans la compilation Demonized en 2017.

## Liste des morceaux
| No | Titre          | Durée |
| -- | -------------- | ----- |
| 1. | Devil's Attack | 3:13  |
| 2. | Witching Metal | 3:04  |
| 3. | Life from Hell | 2:52  |
| 4. | Poisoned Blood | 3:15  |

## Composition du groupe
- Tom Angelripper - Chœurs, Basse
- Aggressor - Chant principal, Guitares
- Chris Witchhunter - Batterie